# Otto Haas (Antiquar)
Otto Haas (geboren 2. Dezember 1874 in Frankfurt am Main; gestorben 27. April 1955 in London) war ein deutsch-britischer  Musikantiquar.

## Leben
Haas ging in Frankfurt bei dem Buchantiquariat Joseph Baer & Co. in die Lehre und arbeitete bei Brentano’s in New York und Breslauer & Mayer in Berlin. Im Jahr 1903 wurde er in das Berliner Antiquariat von Leo Liepmannssohn (1840–1915) aufgenommen und führte nach dessen Tod das Geschäft unter demselben Namen weiter. Nach dem Ersten Weltkrieg konzentrierte er den Handel auf Autografen und Musikliteratur. Liepmanssohn und Haas führten in ihren insgesamt 238 Lagerkatalogen einen wissenschaftlichen Standard ein und versicherten sich der Zuarbeit von Musikwissenschaftlern, so von Johannes Wolf und Georg Ludwig Kinsky. Über das Antiquariat Liepmanssohn wurden zahlreiche private Sammlungen und Nachlässe veräußert. 
In der Zeit des Nationalsozialismus musste Haas auf Grund seiner jüdischen Herkunft 1936 das Geschäft in der Bernburger Straße in Berlin-Kreuzberg aufgeben und emigrieren. In London konnte er 1936 in dem vormaligen Haus seiner Frau Kathleen ein neues Musikantiquariat eröffnen. Er gab dort bis 1955, als er das Geschäft an Albi Rosenthal übergab, weitere 35 Kataloge heraus.

## Schriften (Auswahl)
- Rare music and musical literature : including a selection of fine autograph letters and manuscripts of famous musicians. London : Otto Haas, 1949
- The Valuable Music Library formed by Alfred Moffat, Esq. Chamber and harpsichord music mostly in editions of the 17th and 18th centuries, with a collection of folk songs and of some opera scores. [A sale catalogue. Compiled by Otto Haas, based on A. Moffat's bibliographical descriptions.].